# لیدمان
لیدمان (به چکی: Lidmaň) یک منطقهٔ مسکونی در جمهوری چک است که در ناحیه پلهریموو واقع شده‌است. لیدمان ۱۳٫۰۵ کیلومتر مربع مساحت و ۲۸۱ نفر جمعیت دارد و ۶۳۱ متر بالاتر از سطح دریا واقع شده‌است.